# 第36回アカデミー賞
第36回アカデミー賞（だい36かいアカデミーしょう）は、1964年4月13日に発表・授賞式が行われた。司会はジャック・レモン。

## 式典
1963年度のアカデミー賞授与式は、サンタモニカのサンタモニカ・シヴィル・オーディトリアムで行われた。主演男優賞には、シドニー・ポワチエが黒人俳優として初めて選ばれ、話題となった。また、1949年代終わりにゲイリー・クーパーとの関係をバッシングされ、一時ハリウッドを離れていたパトリシア・ニールが主演女優賞を受賞し、完全に復帰したことを示した。

## 候補と受賞の一覧
太字は受賞である。また、以下での人名表記は
1. 作品の日本語公式情報およびAMPAS公式サイトの日本版とWOWOWによる授賞式放送での表記に準ずる。
2. 見当たらない場合はデータベースサイトなどを参考。
3. それでもない場合は英語表記のままとする。

| 作品賞 | 監督賞 |
| --- | --- |
| - 『トム・ジョーンズの華麗な冒険』 - 『アメリカ アメリカ』 - 『クレオパトラ』 - 『西部開拓史』 - 『野のユリ』 | - トニー・リチャードソン – 『トム・ジョーンズの華麗な冒険』 - エリア・カザン – 『アメリカ アメリカ』 - マーティン・リット – 『ハッド』 - オットー・プレミンジャー – 『枢機卿』 - フェデリコ・フェリーニ – 『8 1/2』 |
| 主演男優賞 | 主演女優賞 |
| - シドニー・ポワチエ – 『野のユリ』 - アルバート・フィニー – 『トム・ジョーンズの華麗な冒険』 - リチャード・ハリス – 『孤独の報酬』 - レックス・ハリソン – 『クレオパトラ』 - ポール・ニューマン – 『ハッド』 | - パトリシア・ニール – 『ハッド』 - レスリー・キャロン – The L-Shaped Room - シャーリー・マクレーン – 『あなただけ今晩は』 - レイチェル・ロバーツ – 『孤独の報酬』 - ナタリー・ウッド – 『マンハッタン物語』 |
| 助演男優賞 | 助演女優賞 |
| - メルヴィン・ダグラス – 『ハッド』 - ニック・アダムス – Twilight of Honor - ボビー・ダーリン – 『ニューマンという男』 - ヒュー・グリフィス – 『トム・ジョーンズの華麗な冒険』 - ジョン・ヒューストン – 『枢機卿』 | - マーガレット・ラザフォード –『予期せぬ出来事』 - ダイアン・シレント – 『トム・ジョーンズの華麗な冒険』 - イーディス・エヴァンス – 『トム・ジョーンズの華麗な冒険』 - ジョイス・レッドマン – 『トム・ジョーンズの華麗な冒険』 - リリア・スカラ – 『野のユリ』 |
| 脚本賞 | 脚色賞 |
| - 『西部開拓史』 – ジェームズ・R・ウェッブ - 『8 1/2』 – フェデリコ・フェリーニ、トゥリオ・ピネリ、ブルネッロ・ロンディ - 『アメリカ アメリカ』 – エリア・カザン - 『マンハッタン物語』 – アーノルド・シュルマン - 『祖国は誰れのものぞ』 – カロル・ベナリ、ヴァスコ・プラトリーニ、ナンニ・ロイ、パスクァーレ・フェスタ・カンパニーレ、マッシモ・フランチオーザ | - 『トム・ジョーンズの華麗な冒険』 – ジョン・オズボーン - 『野のユリ』 – ジェームズ・ポー - 『ニューマンという男』 – リチャード・L・ブリーン、フィービー・エフロン、ヘンリー・エフロン - 『ハッド』 – アーヴィング・ラヴェッチ、ハリエット・フランク・Ｊｒ - 『シベールの日曜日』 – アントワーヌ・チュダル、セルジュ・ブールギニヨン |
| 外国語映画賞 | 歌曲賞 |
| - 『8 1/2』 (イタリア) - 『古都』 (日本) - 『バルセロナ物語』 (スペイン) - 『水の中のナイフ』 (ポーランド) - 『夜霧のしのび逢い』 (ギリシャ) | - ｢コール・ミー・イレスポンシブル｣（『パパは王様』） – ジミー・ヴァン・ヒューゼン（作曲）、サミー・カーン（作詞） - "So Little Time"（『北京の55日』） – ディミトリ・ティオムキン（作曲）、ポール・フランシス・ウェブスター（作詞） - "Charade"（『シャレード』） – ヘンリー・マンシーニ（作曲）、ジョニー・マーサ (作詞) - "It's A Mad, Mad, Mad, Mad World"（『おかしなおかしなおかしな世界』） – アーネスト・ゴールド（作曲）、マック・デヴィッド (作詞) - 「モア」（『世界残酷物語』） – リズ・オルトラーニ（作曲）、ミーノ・オリヴィエロ（作詞）、ノーマン・ニューウェル (作詞) |
| 長編ドキュメンタリー映画賞 | 短編ドキュメンタリー映画賞 |
| - Robert Frost: A Lover's Quarrel with the World - The Link and the Chain - The Yanks Are Coming - Terminus (ノミネート取り消し) | - Chagall - The Five Cities of June - The Spirit of America - Thirty Million Letters - To Live Again |
| 短編実写映画賞 | 短編アニメ映画賞 |
| - 『ふくろうの河』 - The Concert - The Home Made Car - Six-Sided Triangle - That's Me | - The Critic - Automania 2000 - The Game - My Financial Career - Pianissimo |
| 作曲賞 | 編曲賞 |
| - 『トム・ジョーンズの華麗な冒険』 – ジョン・アディソン - 『北京の55日』 – ディミトリ・ティオムキン - 『クレオパトラ』 – アレックス・ノース - 『西部開拓史』 – アルフレッド・ニューマン、ケン・ダービー - 『おかしなおかしなおかしな世界』 – アーネスト・ゴールド | - 『あなただけ今晩は』 – アンドレ・プレヴィン - 『パリが恋するとき』 – リース・スティーヴンス - 『バイ・バイ・バーディー』 – ジョン・グリーン - 『王様の剣』 – ジョージ・ブランズ - 『シベールの日曜日』 – モーリス・ジャール |
| 音響編集賞 | 録音賞 |
| - 『おかしなおかしなおかしな世界』 – ウォルター・G・エリオット - 『ミサイル空爆戦隊』 – ロバート・L・ブラットン | - 『西部開拓史』 – フランク・E・ミルトン - 『バイ・バイ・バーディー』 – チャールズ・ライス - 『ニューマンという男』 – ウォルドン・O・ワトソン - 『クレオパトラ』 – ジェームス・コーコラン、フレッド・ハインズ - 『おかしなおかしなおかしな世界』 – ゴードン・E・ソーヤー |
| 美術賞 (白黒) | 美術賞 (カラー) |
| - 『アメリカ アメリカ』 – ジーン・キャハラン（美術・装置） - 『8 1/2』 – ピエロ・ゲラルディ（美術・装置） - 『ハッド』 – ハル・ペレイラ（美術）、タンビ・ラーセン (美術)、サム・コマー (装置)、ロバート・R・ベントン (装置) - 『マンハッタン物語』 – ハル・ペレイラ（美術）、ローランド・アンダーソン（美術）、サム・コマー（装置）、グレイス・グレゴリー (装置) - Twilight of Honor – ジョージ・W・デイヴィス（美術）、ポール・グロッシー（美術）、ヘンリー・グレイス (装置)、ヒュー・ハント (装置) | - 『クレオパトラ』 – ジョン・デキュアー（美術）、ジャック・マーティン・スミス（美術）、 ヒルヤード・ブラウン（美術）、ハーマン・ブルメンタル（美術）、 エルベン・ウェブ（美術）、モーリス・ペリング (美術)、 ボリス・ジュラガ（美術）、ウォルター・M・スコット（装置）、 ポール・S・フォックス（装置）、レイ・モイヤー（装置） - 『ナイスガイ・ニューヨーク』 – ハル・ペレイラ（美術）、ローランド・アンダーソン（美術）、サム・コマー（装置）、ジェイムズ・ペイン (装置) - 『西部開拓史』 – ジョージ・W・デイヴィス（美術）、ウィリアム・フェラーリ（美術）、エディソン・ハー (美術)、ヘンリー・グレイス (装置)、ドン・グリーンウッド・Jr (装置)、ジャック・ミルズ (装置) - 『枢機卿』 – ライル・ウィーラー（美術）、ジーン・キャハラン（装置） - 『トム・ジョーンズの華麗な冒険』 – ラルフ・ブリントン（美術）、テッド・マーシャル（美術）、ジョセリン・ハーバート（美術）、ジョジー・マクアヴィン（装置） |
| 撮影賞 (白黒) | 撮影賞 (カラー) |
| - 『ハッド』 – ジェームズ・ウォン・ハウ - 『野のユリ』 – アーネスト・ホーラー - 『マンハッタン物語』 – ミルトン・クラスナー - The Balcony – ジョージ・フォルシー - The Caretakers – ルシアン・バラード | - 『クレオパトラ』 – レオン・シャムロイ - 『西部開拓史』 – ウィリアム・H・ダニエルズ、ミルトン・クラスナー、チャールズ・ラング・Jr、ジョセフ・ラシェル - 『あなただけ今晩は』 – ジョセフ・ラシェル - 『おかしなおかしなおかしな世界』 – アーネスト・ラズロ - 『枢機卿』 – レオン・シャムロイ |
| 衣裳デザイン賞 (白黒) | 衣裳デザイン賞 (カラー) |
| - 『8 1/2』 – ピエロ・ゲラルディ - 『七月の女』 – トラヴィラ - 『欲望の家』 – ビル・トーマス - Wives and Lovers – イーディス・ヘッド - 『マンハッタン物語』 – イーディス・ヘッド | - 『クレオパトラ』 – アイリーン・シャラフ、ヴィットリオ・ニーノ・ノヴァレーゼ、ルニエ - 『西部開拓史』 – ウォルター・プランケット - 『パリが恋するとき』 – イーディス・ヘッド - 『山猫』 – ピエロ・トージ - 『枢機卿』 – ドナルド・ブルックス |
| 編集賞 | 視覚効果賞 |
| - 『西部開拓史』 – ハロルド・F・クレス - 『クレオパトラ』 – ドロシー・スペンサー - 『枢機卿』 – ルイス・R・ロフラー - 『大脱走』 – フェリス・ウェブスター - 『おかしなおかしなおかしな世界』 – フレデリック・ナドソン、ロバート・C・ジョーンズ、ジン・フラウワー・Jr | - 『クレオパトラ』 – エミール・コーサ・Jr - 『鳥』 – アブ・アイワークス |

### アービング・G・タルバーグ賞
- サム・スピーゲル

### プレゼンター
| プレゼンター              | 賞                              |
| ------------------------- | ------------------------------- |
| ジュリー・アンドリュース  | 外国語映画賞                    |
| アン・バンクロフト        | 主演男優賞                      |
| アン・バクスター          | 美術賞                          |
| フレッド・マクマレイ      | 美術賞                          |
| エド・ベグリー            | 助演女優賞                      |
| リタ・ヘイワース          | 美術賞                          |
| サミー・デイヴィスJr.     | 作曲賞 編曲賞                   |
| アンジー・ディキンソン    | 視覚効果賞                      |
| パティ・デューク          | 助演男優賞                      |
| シャーリー・ジョーンズ    | 歌曲賞                          |
| シャーリー・マクレーン    | 短編実写映画賞 短編アニメ映画賞 |
| スティーヴ・マックイーン  | 音響編集賞 録音賞               |
| グレゴリー・ペック        | 主演女優賞                      |
| シドニー・ポワチエ        | 編集賞                          |
| ドナ・リード              | 衣裳デザイン賞                  |
| デビー・レイノルズ        | ドキュメンタリー映画賞          |
| エドワード・G・ロビンソン | 脚本賞 脚色賞                   |
| フランク・シナトラ        | 作品賞                          |
| ジェームズ・ステュアート  | 撮影賞                          |

### 統計
| 複数ノミネート: - 10 ノミネート: 『トム・ジョーンズの華麗な冒険』 - 9 ノミネート: 『クレオパトラ』 - 8 ノミネート: 『西部開拓史』 - 7 ノミネート: 『ハッド』 - 6 ノミネート: 『枢機卿』, 『おかしなおかしなおかしな世界』 - 5 ノミネート: 『8½』, 『野のユリ』, 『マンハッタン物語』 - 4 ノミネート: 『アメリカ アメリカ』 - 3 ノミネート: 『ニューマンという男』, 『あなただけ今晩は』 - 2 ノミネート: 『北京の55日』, 『バイバイ・バーディー』, 『パリが恋するとき』, 『シベールの日曜日』, 『孤独の報酬』, 『Twilight of Honor』 | 複数受賞 - 4 受賞: 『クレオパトラ』,『トム・ジョーンズの華麗な冒険』 - 3 受賞: 『西部開拓史』, 『ハッド』 - 2 受賞: 『8½』 |